# 6549-es mellékút (Magyarország)
A 6549-as számú mellékút egy rövid, kevesebb mint három kilométer hosszú, négy számjegyű mellékút Somogy vármegyében. Tulajdonképpen Mernye község belső útjának tekinthető; az az útszakasz alkotja, amely a 67-es főút településeket elkerülő szakaszának – egy időben használt, ideiglenes elnevezéssel az R67-es gyorsútnak – forgalomba helyezése előtt, a főút régi nyomvonalaként a település lakott területén húzódott végig. 

## Nyomvonala
A 67-es főút 57+400-as kilométerszelvénye közelében épült különszintű csomópontból indul, keleti irányban; kezdőpontján az osztott pályás főút Kaposvár felé vezető irányának lehajtó ágával (67 405), illetve egy számozatlan, a 6548-as út északi, somogyaszalói végpontjától idáig húzódó szervizúttal érintkezik; úgy is tekinthető, hogy utóbbinak a folytatása. Mintegy 100 méter után elhalad a 67-es felüljárója alatt, majd találkozik a főút Balatonszemes felé vezető irányának egyesített fel- és lehajtó ágával.
Ezután kicsit északabbnak fordul és nagyjából 400 méter után eléri Mernye első házait, melyek között a Kossuth Lajos utca nevet veszi fel. Az első kilométere táján halad el a község katolikus temploma mellett – már északi irányt követve –, egy rövid szakaszon a Kossuth tér nevet viseli, majd keresztezi a 6513-as utat. A folytatásban már a Fő utca nevet viseli, és nagyjából 2,3 kilométer megtételét követően kilép a belterületről. Utolsó szakaszán észak felé egyirányú útként húzódik és így ér véget, csatlakozva a 67-es Balatonszemes felé vezető útpályájához, a főút 59+900-as kilométerszelvénye táján.
Teljes hossza a kira.kozut.hu adatai szerint 2,737 kilométer.